# Награды Пензенской области
Награды Пензенской области — награды субъекта Российской Федерации учреждённые Законодательным Собранием Пензенской области согласно Законодательным актам о наградах Пензенской области».
Награды Пензенской области являются формой поощрения граждан Российской Федерации, а также иных лиц, в том числе и иностранных граждан, за заслуги в области государственного строительства, местного самоуправления, экономики, науки, культуры, искусства, образования, в укреплении законности и правопорядка, охране здоровья и жизни, защите прав и свобод человека и гражданина, воспитании, развитии спорта, за активную благотворительную деятельность и иные заслуги перед Пензенской областью.
Согласно закону «О наградах Пензенской области» одобренному депутатами Законодательного Собрания в ходе 52-й сессии регионального парламента, 29 июля 2022 года, в систему областных наград были включены как уже действовавшие на тот момент знаки отличия, так и вновь утверждённые, в числе которых Почётная грамота Пензенской области, орден «За заслуги перед Пензенской областью» трех степеней, орден «За верность долгу», орден «Единство и согласие», медаль ордена «За заслуги перед Пензенской областью» двух степеней, медаль «За отличие в профилактике правонарушений на территории Пензенской области», медаль «За сохранение исторической памяти», медаль «За вклад в гармонизацию межнациональных и межконфессиональных отношений», медаль «За благотворительность и меценатство», медаль имени Владимира Пахалина, медаль «Материнская доблесть» трех степеней, почётные звания Пензенской области.

## Перечень наград

### Звание «Почётный гражданин Пензенской области»
| Изображение награды | Наименование награды                                                                              | Дата учреждения    | Правила награждения | Источник |
| ------------------- | ------------------------------------------------------------------------------------------------- | ------------------ | --- | --- |
|                     | Звание «Почётный гражданин Пензенской области» −−− (Знак «Почётный гражданин Пензенской области») | 7 апреля 1998 года | Звание «Почётный гражданин Пензенской области» присваивается гражданам Российской Федерации, а также гражданам иных государств за особые заслуги перед Пензенской областью и её населением в политической, экономической, социальной, культурной и иных сферах деятельности; за мужество и героизм, проявленные при исполнении служебного и гражданского долга. Лицам, удостоенным звания «Почётный гражданин Пензенской области", вручается Грамота Почётного гражданина Пензенской области, Знак Почётного гражданина Пензенской области, нагрудный знак Почётного гражданина Пензенской области и удостоверение Почётного гражданина Пензенской области. Имена Почётных граждан Пензенской области в хронологическом порядке заносятся в Книгу Почётных граждан Пензенской области, которая постоянно хранится в Законодательном Собрании Пензенской области. | Закон Пензенской области от 7 апреля 1998 года № 70-ЗПО «О звании «Почётный гражданин Пензенской области» ––– |

### Почётная грамота Пензенской области
| Изображение награды | Наименование награды                | Дата учреждения   | Правила награждения | Источник |
| ------------------- | ----------------------------------- | ----------------- | --- | --- |
|                     | Почётная грамота Пензенской области | 30 июля 2021 года | Награждение Почётной грамотой Пензенской области является формой поощрения граждан и коллективов организаций независимо от форм собственности за заслуги в экономике, строительстве, науке, культуре, искусстве, воспитании, просвещении, спорте, обеспечении безопасности, укреплении законности, охране здоровья и жизни, защите прав и свобод граждан, благотворительной деятельности и иные заслуги перед Пензенской областью. Граждане представляются к награждению Почётной грамотой Пензенской области при наличии у них Почётной грамоты Губернатора Пензенской области либо Почётной грамоты Законодательного Собрания Пензенской области, с момента награждения которой прошло не менее одного года. Награждённому одновременно с вручением Почётной грамоты Пензенской области вручается нагрудный знак к Почётной грамоте Пензенской области и Устав Пензенской области. | Закон от 30 июля 2021 года «О Почётной грамоте Пензенской области» --- Проект закона «О наградах Пензенской области» (Утв. 29 июля 2022 г.) |

### Ордена
| Изображение награды                             | Наименование награды                                     | Дата учреждения      | Правила награждения | Источник |
| ----------------------------------------------- | -------------------------------------------------------- | -------------------- | --- | --- |
| Вид ордена от 2012 года Вид ордена от 2021 года | Орден «За заслуги перед Пензенской областью» I степени   | 28 декабря 2012 года | Орден «За заслуги перед Пензенской областью» является высшей наградой Пензенской области. Орденом награждаются граждане за особо выдающиеся заслуги, связанные с социально-экономическим развитием Пензенской области, научно-исследовательской деятельностью, развитием культуры и искусства, выдающимися спортивными достижениями, обеспечением прав и свобод человека и гражданина. Орден имеет три степени, высшей степенью является I степень. Награждение орденом осуществляется последовательно, от низшей степени к высшей. Лица, представляемые к ордену, должны быть награждены медалью ордена «За заслуги перед Пензенской областью» I степени. Ордена «За заслуги перед Пензенской областью» I, II и III степени носятся на левой стороне груди, а при наличии у награждённых орденов и медалей СССР, РСФСР, Российской Федерации располагаются после них. | Закон Пензенской области от 28 декабря 2012 года № 2329 «Об учреждении наград Пензенской области - ордена «За заслуги перед Пензенской областью» и медали ордена «За заслуги перед Пензенской областью» ––– |
| Вид ордена от 2012 года Вид ордена от 2021 года | Орден «За заслуги перед Пензенской областью» II степени  | 28 декабря 2012 года | См. «Правила награждения орденом «За заслуги перед Пензенской областью» I степени». | Закон Пензенской области от 28 декабря 2012 года № 2329 «Об учреждении наград Пензенской области - ордена «За заслуги перед Пензенской областью» и медали ордена «За заслуги перед Пензенской областью» ––– |
|                                                 | Орден «За заслуги перед Пензенской областью» III степени | 29 июля 2022 года    | См. «Правила награждения орденом «За заслуги перед Пензенской областью» I степени». | Информация о законе Пензенской области «О наградах Пензенской области» --- Проект закона «О наградах Пензенской области» (Утв. 29 июля 2022 г.)                                                             |
|                                                 | Орден «За верность долгу»                                | 29 июля 2022 года    | Орденом «За верность долгу» награждаются граждане за успехи и заслуги в производственно-экономической, социально-культурной, образовательной, воспитательной, общественной и благотворительной деятельности, и иные заслуги перед Пензенской областью, способствующие её развитию и росту благосостояния населения, прославлению Пензенской области своими достижениями. Орден «За верность долгу» носится на левой стороне груди и при наличии других орденов, медалей, знаков отличия Российской Федерации располагается за ними. | Информация о законе Пензенской области «О наградах Пензенской области» --- Проект закона «О наградах Пензенской области» (Утв. 29 июля 2022 г.)                                                             |
|                                                 | Орден «Единство и согласие»                              | 29 июля 2022 года    | Орден «Единство и согласие» является формой поощрения граждан за успехи и заслуги: - в реализации совместных с Пензенской областью крупных экономических проектов и привлечение инвестиционных средств в экономику области; - развитии двустороннего и многостороннего сотрудничества в области культуры и туризма; - укреплении дружбы, сотрудничества и взаимопонимания между народами, взаимообогащения культур наций и народностей; - общественной и благотворительной деятельности. Орденом «Единство и согласие» могут награждаться граждане Российской Федерации, а также иностранные граждане. Награждение иностранных граждан производится на общих основаниях. Награждённому одновременно с вручением ордена «Единство и согласие» выдается удостоверение установленного образца.                                                                            | Информация о законе Пензенской области «О наградах Пензенской области» --- Проект закона «О наградах Пензенской области» (Утв. 29 июля 2022 г.)                                                             |

### Медали
| Изображение награды                             | Наименование награды                                                               | Дата учреждения                                                                  | Правила награждения | Источник |
| ----------------------------------------------- | ---------------------------------------------------------------------------------- | -------------------------------------------------------------------------------- | --- | --- |
| Вид медали от 2012 года Вид медали от 2021 года | Медаль ордена «За заслуги перед Пензенской областью» I степени                     | 28 декабря 2012 года                                                             | Медалью ордена «За заслуги перед Пензенской областью» I степени награждаются граждане за особые заслуги в различных отраслях промышленности, строительстве, науке, образовании, здравоохранении, культуре, на транспорте и в других областях трудовой деятельности, за активную общественную деятельность, имеющие на момент возбуждения ходатайства о награждении стаж работы либо период занятия общественной деятельностью не менее 10 лет и награжденные Почётной грамотой Губернатора Пензенской области. Награждение медалью ордена «За заслуги перед Пензенской областью» I степени производится за новые заслуги и достижения не ранее чем через три года после предыдущего награждения наградами Пензенской области либо поощрения Губернатором Пензенской области. Независимо от стажа работы либо периода занятия общественной деятельностью и наличия наград Пензенской области либо поощрений Губернатора Пензенской области, награждаются граждане, проявившие личное мужество и профессиональное мастерство при спасении людей, техники, объектов в чрезвычайных ситуациях и при ликвидации их последствий.   | Закон Пензенской области от 28 декабря 2012 года № 2329 «Об учреждении наград Пензенской области - ордена «За заслуги перед Пензенской областью» и медали ордена «За заслуги перед Пензенской областью» --- Информация о законе Пензенской области «О наградах Пензенской области» --- Проект закона «О наградах Пензенской области» (Утв. 29 июля 2022 г.)           |
|                                                 | Медаль ордена «За заслуги перед Пензенской областью» II степени                    | 29 июля 2022 года                                                                | Медалью ордена «За заслуги перед Пензенской областью» II степени награждаются граждане за особые заслуги в различных отраслях промышленности, строительстве, науке, образовании, здравоохранении, культуре, на транспорте и в других областях трудовой деятельности, за активную общественную деятельность, имеющие на момент возбуждения ходатайства о награждении стаж работы либо период занятия общественной деятельностью не менее 10 лет и награжденные Почётной грамотой Губернатора Пензенской области. Награждение медалью ордена «За заслуги перед Пензенской областью» II степени производится за новые заслуги и достижения не ранее чем через три года после предыдущего награждения наградами Пензенской области либо поощрения Губернатором Пензенской области. Независимо от стажа работы либо периода занятия общественной деятельностью и наличия наград Пензенской области либо поощрений Губернатора Пензенской области, награждаются граждане, проявившие личное мужество и профессиональное мастерство при спасении людей, техники, объектов в чрезвычайных ситуациях и при ликвидации их последствий. | Информация о законе Пензенской области «О наградах Пензенской области» --- Проект закона «О наградах Пензенской области» (Утв. 29 июля 2022 г.) |
|                                                 | Медаль «За отличие в профилактике правонарушений на территории Пензенской области» | 29 июля 2022 года                                                                | Медаль «За отличие в профилактике правонарушений на территории Пензенской области» является формой поощрения граждан, активно участвующих в профилактических мероприятиях, направленных на предупреждение, выявление, пресечение правонарушений, устранение обстоятельств, способствующих их совершению, сохранение и укрепление правопорядка. | Информация о законе Пензенской области «О наградах Пензенской области» --- Проект закона «О наградах Пензенской области» (Утв. 29 июля 2022 г.) |
|                                                 | Медаль «За сохранение исторической памяти»                                         | 12 августа 2021 года (учреждён как почётный знак) --- 29 июля 2022 года (медаль) | Медаль «За сохранение исторической памяти» является формой поощрения граждан: - за заслуги в проведении поисковой, исторической и военно-патриотической работы, в патриотическом воспитании молодежи и граждан; - за оказание помощи и поддержки поисковым клубам, историческим обществам, организациям военно-патриотической и патриотической направленности; - за создание произведений и объектов культурно-исторического назначения в области краеведения, литературы, театрального дела и драматургии, живописи, монументалистики и архитектуры; - за заслуги по сохранению исторической памяти в учебном процессе образовательных организаций; - за плодотворную деятельность в архивном и музейном деле; - за заслуги по сохранению национальной идентичности и успешную патриотическую работу национально-культурной автономии. Награждённому медалью одновременно с вручением медали выдаётся удостоверение установленного образца. | Постановление Губернатора Пензенской области от 12 августа 2021 года № 137 «О Почётном знаке Губернатора Пензенской области «За сохранение исторической памяти» ––– Информация о законе Пензенской области «О наградах Пензенской области» --- Проект закона «О наградах Пензенской области» (Утв. 29 июля 2022 г.) –––                                               |
|                                                 | Медаль «За вклад в гармонизацию межнациональных и межконфессиональных отношений»   | 7 августа 2020 года (учреждён как почётный знак) --- 29 июля 2022 года (медаль)  | Медаль «За вклад в гармонизацию межнациональных и межконфессиональных отношений» является формой поощрения граждан за вклад в укрепление общероссийского гражданского самосознания, духовной общности, а также сохранение и развитие этнокультурного многообразия народов Российской Федерации, проживающих в Пензенской области. | Постановление Губернатора Пензенской области от 7 августа 2020 года № 153 «Об учреждении почётного знака Губернатора Пензенской области «За вклад в гармонизацию межнациональных и межконфессиональных отношений» ––– Информация о законе Пензенской области «О наградах Пензенской области» --- Проект закона «О наградах Пензенской области» (Утв. 29 июля 2022 г.) |
|                                                 | Медаль «За благотворительность и меценатство»                                      | 31 июля 2001 года (учреждён как почётный знак) --- 29 июля 2022 года (медаль)    | Медаль «За благотворительность и меценатство» является формой поощрения граждан за благотворительную и спонсорскую деятельность в сфере экономики, науки, культуры, искусства, воспитания, просвещения, охраны здоровья. Награждённому одновременно с вручением медали «За благотворительность и меценатство» выдаётся удостоверение установленного образца. | Постановление Губернатора Пензенской области от 31 июля 2001 года № 324 «О Почётном знаке Губернатора Пензенской области «За благотворительность и меценатство» ––– Информация о законе Пензенской области «О наградах Пензенской области» --- Проект закона «О наградах Пензенской области» (Утв. 29 июля 2022 г.)                                                   |
|                                                 | Медаль имени Владимира Пахалина                                                    | 1 октября 2021 года (учреждён как почётный знак) --- 29 июля 2022 года (медаль)  | Медалью имени Владимира Пахалина награждаются тренеры, специалисты в области спорта (руководители организаций спортивной направленности, методисты, врачи, массажисты) за высокие достижения в подготовке спортсменов, ставших победителями и призёрами всероссийских и международных спортивных соревнований. Лица, представляемые к награждению медалью, должны соответствовать одновременно следующим требованиям: - отсутствие неснятого дисциплинарного взыскания; - отсутствие спортивной дисквалификации. Награждённому медалью одновременно с вручением медали выдаётся удостоверение установленного образца. | Постановление Губернатора Пензенской области от 1 октября 2021 года № 176 «О Почётном знаке Губернатора Пензенской области имени Владимира Пахалина» ––– Информация о законе Пензенской области «О наградах Пензенской области» --- Проект закона «О наградах Пензенской области» (Утв. 29 июля 2022 г.) –––                                                          |
| Вид медали от 2007 года Вид медали от 2022 года | Медаль «Материнская доблесть» I степени                                            | 10 октября 2007 года                                                             | Медаль «Материнская доблесть» (далее - Медаль) является формой поощрения женщин за рождение (усыновление) и достойное воспитание трёх и более детей. Медалью награждаются женщины, родившие (усыновившие) и воспитавшие трёх и более детей. Награждение производится по достижении последним ребёнком возраста одного года. Учитываются также дети, погибшие и пропавшие без вести при защите Отечества или при исполнении иных обязанностей военной службы либо при выполнении долга гражданина по охране законности и правопорядка, а также умершие вследствие ранения, контузии, увечья или заболевания, полученных при указанных обстоятельствах, либо вследствие техногенных и экологических катастроф, стихийных бедствий, либо вследствие трудового увечья, профессионального заболевания, наступления несчастного случая, повлекшего смерть, в процессе учёбы, спортивных тренировок, соревнований. Вместе с медалью вручается удостоверение о награде. --- Медаль «Материнская доблесть» I степени вручается за рождение и (или) усыновление и воспитание девяти детей.                                             | Закон Пензенской области от 10 октября 2007 года № 1387-ЗПО «Об учреждении награды Пензенской области - медали «Материнская доблесть» ––– Информация о законе Пензенской области «О наградах Пензенской области» --- Проект закона «О наградах Пензенской области» (Утв. 29 июля 2022 г.) --- Вид медали от 2007 года                                                 |
|                                                 | Медаль «Материнская доблесть» II степени                                           | 10 октября 2007 года                                                             | См. «Правила награждения медалью «Материнская доблесть» I степени». --- Медаль «Материнская доблесть» II степени вручается за рождение и (или) усыновление и воспитание шести детей. | Закон Пензенской области от 10 октября 2007 года № 1387-ЗПО «Об учреждении награды Пензенской области - медали «Материнская доблесть» |
|                                                 | Медаль «Материнская доблесть» III степени                                          | 10 октября 2007 года                                                             | См. «Правила награждения медалью «Материнская доблесть» I степени». --- Медаль «Материнская доблесть» III степени вручается за рождение и (или) усыновление и воспитание трёх детей. | Закон Пензенской области от 10 октября 2007 года № 1387-ЗПО «Об учреждении награды Пензенской области - медали «Материнская доблесть» |

### Почётные звания
| Изображение награды | Наименование награды               | Дата учреждения                         | Правила награждения | Источник |
| --- | ---------------------------------- | --------------------------------------- | --- | --- |
| Общий вид знаков используемых с 2009 по 2022 годы Нагрудный знак «Народный учитель Пензенской области» Общий вид знаков для званий с приставкой «Заслуженный ...» | Почётные звания Пензенской области | 30 июня 2009 года ––– 29 июля 2022 года | Почётные звания Пензенской области присваиваются юристам, работникам сельского хозяйства, работникам промышленности, строителям, экономистам, работникам транспорта, работникам лесного хозяйства, работникам потребительской кооперации, работникам образования, работникам здравоохранения, работникам социальной защиты населения, работникам культуры, работникам физической культуры и спорта, финансистам, работникам жилищно-коммунального хозяйства, работникам торговли и предпринимателям, внёсшим значительный вклад в сфере своей профессиональной деятельности на благо Пензенской области. Почётное звание Пензенской области присваивается при соответствии кандидата на присвоение почётного звания требованиям, определённым Законом. Награждённому почётным званием вручаются удостоверение и нагрудный знак. Удостоверение и нагрудный знак вручаются в торжественной обстановке Губернатором Пензенской области либо по его поручению и от его имени иными должностными лицами органов государственной власти Пензенской области. Награждённому почётным званием Пензенской области «Народный учитель Пензенской области» выплачивается единовременная денежная выплата в размере 30000 (тридцать тысяч) рублей в порядке, установленном органом, осуществляющим государственное управление в сфере образования Пензенской области. При утере удостоверения или нагрудного знака дубликаты не выдаются. | Закон Пензенской области от 30 июня 2009 года № 1764-ЗПО «О почётных званиях Пензенской области» ––– Информация о законе Пензенской области «О наградах Пензенской области» --- Проект закона «О наградах Пензенской области» (Утв. 29 июля 2022 г.) ––– |

## Поощрения Губернатора Пензенской области
| Изображение награды | Наименование награды                                                                      | Дата учреждения                                      | Правила награждения | Источник |
| ------------------- | ----------------------------------------------------------------------------------------- | ---------------------------------------------------- | --- | --- |
|                     | Почётный знак «Во славу земли Пензенской»                                                 | 15 сентября 2010 года                                | Почётный знак Губернатора Пензенской области «Во славу земли Пензенской» (далее - Почётный знак) является формой поощрения граждан за выдающиеся заслуги в экономике, науке, культуре, искусстве, воспитании, просвещении, охране здоровья, жизни и прав граждан и иные заслуги перед Пензенской областью. Почётным знаком могут награждаться граждане Российской Федерации, а также иностранные граждане. Награждение иностранных граждан производится на общих основаниях. Почётным знаком награждаются работники, имеющие стаж работы в отрасли не менее 5 лет. Независимо от стажа работы награждаются граждане, проявившие личное мужество и профессиональное мастерство при спасении людей, техники, объектов в чрезвычайных ситуациях и при ликвидации их последствий. Награждённому одновременно с вручением Почётного знака выдаётся удостоверение установленного образца. | Постановление Губернатора Пензенской области от 15 сентября 2010 года № 92 «О Почётном знаке Губернатора Пензенской области «Во славу земли Пензенской» –––                                                           |
|                     | Памятный знак «Сурский рубеж»                                                             | 18 августа 2021 года                                 | Памятный знак Губернатора Пензенской области «Сурский рубеж» является формой поощрения граждан за организацию работ и самоотверженный труд при строительстве Сурского рубежа на территории Пензенской области в период с 1941 по 1942 год, участников восстановления народного хозяйства Пензенской области в послевоенные годы (с 1945 по 1956 год), а также за вклад в сохранение памяти о трудовом подвиге участников строительства Сурского рубежа. Памятным знаком награждаются: - граждане за организацию работ и самоотверженный труд при строительстве Сурского рубежа в период с 1941 по 1942 год; - участники восстановления народного хозяйства Пензенской области в послевоенные годы (с 1945 по 1956 год); - граждане за вклад в сохранение памяти о трудовом подвиге участников строительства Сурского рубежа. Памятным знаком могут награждаться граждане Российской Федерации, а также иностранные граждане и лица без гражданства, постоянно проживающие на территории Пензенской области.                                                                                | Постановление Губернатора Пензенской области от 18 августа 2021 года № 141 «О Памятном знаке Губернатора Пензенской области «Сурский рубеж» –––                                                                       |
|                     | Почётная грамота Губернатора Пензенской области −−− (Знак к Почётной грамоте)             | 24 июля 2006 года                                    | Почётная грамота Губернатора Пензенской области является формой поощрения за заслуги в социально-экономическом и культурном развитии Пензенской области, повышении эффективности деятельности органов государственной власти и органов местного самоуправления Пензенской области, осуществлении мер по обеспечению законности, прав и свобод граждан, за иные заслуги. Почётной грамотой Губернатора Пензенской области награждаются граждане Российской Федерации и коллективы предприятий, организаций, учреждений, независимо от форм собственности, которым ранее была объявлена благодарность Губернатора Пензенской области. За значительный вклад в развитие Пензенской области могут быть удостоены награждения Почётной грамотой граждане Российской Федерации из других субъектов Российской Федерации, граждане других государств, а также лица без гражданства, постоянно проживающие на территории Пензенской области. Вручение Почётной грамоты Губернатора Пензенской области сопровождается вручением нагрудного знака к Почётной грамоте Губернатора Пензенской области. | Постановление Губернатора Пензенской области от 24 июля 2006 года № 273 «О Почётной грамоте Губернатора Пензенской области и благодарности Губернатора Пензенской области»                                            |
|                     | Благодарность Губернатора Пензенской области                                              | 24 июля 2006 года                                    | Благодарность Губернатора Пензенской области является формой поощрения за заслуги в социально-экономическом и культурном развитии Пензенской области, повышении эффективности деятельности органов государственной власти и органов местного самоуправления Пензенской области, осуществлении мер по обеспечению законности, прав и свобод граждан, за иные заслуги. Благодарность Губернатора Пензенской области может объявляться гражданам Российской Федерации и коллективам предприятий, организаций, учреждений, независимо от форм собственности, как правило, к юбилейным датам. Граждане и коллективы предприятий, организаций, учреждений, которым объявлена благодарность Губернатора Пензенской области, не ранее чем через год, могут за новые заслуги представляться к награждению Почётной грамотой Губернатора Пензенской области. | Постановление Губернатора Пензенской области от 24 июля 2006 года № 273 «О Почётной грамоте Губернатора Пензенской области и благодарности Губернатора Пензенской области»                                            |
|                     | Диплом Губернатора Пензенской области                                                     | 14 мая 2005 года                                     | Диплом Губернатора Пензенской области является формой поощрения за достижение наивысших показателей на конкурсах, соревнованиях, смотрах, олимпиадах, фестивалях и иных конкурсных мероприятиях (далее - конкурсные мероприятия), проводимых в соответствии с постановлениями, распоряжениями Губернатора, Правительства Пензенской области. Дипломом Губернатора награждаются победители (лауреаты, призёры) конкурсных мероприятий в случаях, если награждение Дипломом предусмотрено постановлением, распоряжением Губернатора, Правительства Пензенской области о соответствующем конкурсном мероприятии или положением о нём. Допускается повторное награждение Дипломом за новые достижения. | Постановление Губернатора Пензенской области от 14 мая 2005 года № 144 «О Дипломе Губернатора Пензенской области» |
|                     | Почётный знак «За отличие в профилактике правонарушений на территории Пензенской области» | 30 апреля 2009 года --- Упразднён 29 июля 2022 года  | Почётный знак Пензенской области «За отличие в профилактике правонарушений на территории Пензенской области» является формой поощрения граждан, активно участвующих в профилактических мероприятиях, направленных на предупреждение, выявление, пресечение правонарушений, устранение обстоятельств, способствующих их совершению, сохранение и укрепление правопорядка. Награждённому одновременно с вручением Почётного знака выдаётся удостоверение установленного образца, а также делается запись о награждении в его трудовой книжке. В случае утраты награждённым Почётного знака дубликат не выдается. | Закон Пензенской области от 30 апреля 2009 года № 1722-ЗПО «Об учреждении награды Пензенской области - почётного знака Пензенской области «За отличие в профилактике правонарушений на территории Пензенской области» |
|                     | Почётный знак «Почётный предприниматель Пензенской области»                               | 12 декабря 2007 года --- Упразднён 29 июля 2022 года | Почётный знак Губернатора Пензенской области «Почётный предприниматель Пензенской области» является формой поощрения граждан за активную работу в становлении и развитии малого и среднего предпринимательства, эффективную инвестиционную деятельность и развитие потенциала Пензенской области. Почётным знаком могут награждаться граждане Российской Федерации, а также иностранные граждане. Почётным знаком награждаются работники, имеющие стаж работы в сфере предпринимательства не менее 5 лет. Награждённому одновременно с вручением Почётного знака выдается удостоверение установленного образца. Сведения о награждении Почётным знаком вносятся в трудовую книжку гражданина в соответствии с действующим законодательством. | Постановление Губернатора Пензенской области от 12 декабря 2007 года № 481 «О Почётном знаке Губернатора Пензенской области «Почётный предприниматель Пензенской области»                                             |

## Награды Законодательного Собрания Пензенской области
| Изображение награды | Наименование награды                                          | Дата учреждения   | Правила награждения | Источник |
|                     | Почётный знак Законодательного Собрания Пензенской области    | 26 июня 2009 года | Почётный знак Законодательного Собрания Пензенской области (далее - Почётный знак) учрежден для награждения граждан Российской Федерации за заслуги в становлении регионального законодательства, высокие достижения в социально-экономическом развитии Пензенской области. Решение о награждении почетным знаком принимается распоряжением Председателя Законодательного Собрания, в том числе по его собственной инициативе. Лицу, награждённому почётным знаком, вручается удостоверение к почётному знаку, которое подписывается Председателем Законодательного Собрания. Вручение почётного знака и удостоверения к нему осуществляется в торжественной обстановке Председателем Законодательного Собрания либо по его поручению одним из заместителей Председателя Законодательного Собрания. Повторное награждение почётным знаком не производится. Почётный знак носится на левой стороне груди и располагается ниже государственных наград Российской Федерации. Почётный знак имеет лацканный вариант. При утере почётного знака и (или) удостоверения к нему дубликаты не выдаются. | Постановление Законодательного Собрания Пензенской области от 26 июня 2009 года № 491-17/4 ЗС «О наградах Законодательного Собрания Пензенской области» |
|                     | Почётная грамота Законодательного Собрания Пензенской области | 26 июня 2009 года | Почётной грамотой Законодательного Собрания Пензенской области (далее - Почётная грамота) награждаются граждане и организации, как правило, к юбилейным датам, за активное участие в законотворческой деятельности, общественной жизни, обеспечении прав и свобод граждан, укреплении государственной власти и местного самоуправления, весомый вклад в социально-экономическое развитие Пензенской области. В соответствии с распоряжением Председателя Законодательного Собрания награждённому гражданину вручается лацканный знак в виде стилизованного герба Пензенской области и ценный подарок (памятный сувенир) стоимостью не более трёх тысяч рублей. Лица и организации, награждённые Почётной грамотой, могут вновь представляться к награждению Почётной грамотой, как правило, не ранее чем через три года после предыдущего награждения. | Постановление Законодательного Собрания Пензенской области от 26 июня 2009 года № 491-17/4 ЗС «О наградах Законодательного Собрания Пензенской области» |
|                     | Благодарность Законодательного Собрания Пензенской области    | 26 июня 2009 года | Благодарность Законодательного Собрания Пензенской области (далее - Благодарность) объявляется гражданам и организациям, как правило, к юбилейным датам, за активное участие в законотворческой деятельности, общественной жизни, обеспечении прав и свобод граждан, укреплении государственной власти и местного самоуправления, весомый вклад в социально-экономическое развитие Пензенской области. Решение об объявлении благодарности оформляется распоряжением Председателя Законодательного Собрания. Лица и организации, которым объявлена благодарность, могут вновь представляться к объявлению благодарности, как правило, не ранее чем через один год после предыдущего объявления. | Постановление Законодательного Собрания Пензенской области от 26 июня 2009 года № 491-17/4 ЗС «О наградах Законодательного Собрания Пензенской области» |

## Награды города Пензы
| Изображение награды | Наименование награды                                                                  | Дата учреждения       | Правила награждения | Источник |
| ------------------- | ------------------------------------------------------------------------------------- | --------------------- | --- | --- |
|                     | Звание «Почётный гражданин города Пензы» −−− (Знак «Почётный гражданин города Пензы») | 25 сентября 1998 года | Звание «Почётный гражданин города Пензы» присваивается гражданам Российской Федерации, а также гражданам иных государств за особые заслуги перед городом Пензой и его населением в политической, экономической, социальной, культурной и иных сферах деятельности, позволившей существенным образом улучшить условия жизни жителей города Пензы, за заслуги в подготовке высококвалифицированных кадров, воспитании подрастающего поколения, поддержании законности и правопорядка; являющим собственным жизненным примером образец нравственного и гражданского служения Родине. Лицу, удостоенному звания «Почётный гражданин города Пензы», вручаются удостоверение Почётного гражданина города Пензы и лента Почёта. Имена Почётных граждан города Пензы в хронологическом порядке заносятся в Книгу Почётных граждан города Пензы, которая постоянно хранится в администрации города Пензы. | Решение Пензенской городской Думы от 25 сентября 1998 года № 229/22 «Об утверждении Положения «О почётном гражданине города Пензы»                                                        |
|                     | Памятный знак «За заслуги в развитии города Пензы»                                    | 25 мая 2007 года      | Памятным знаком «За заслуги в развитии города Пензы» поощряются граждане, внесшие существенный вклад в развитие города и заслужившие широкую известность и признание в городе Пензе. Инициаторами поощрения памятным знаком могут выступать государственные органы, Глава города Пензы, глава администрации города Пензы, главы администраций районов города, коллективы организаций независимо от форм собственности и общественные объединения. Решением Пензенской городской Думы утверждены Положение «О памятном знаке «За заслуги в развитии города Пензы» и описание памятного знака. | Решение Пензенской городской Думы от 25 мая 2007 года № 683-34/4 «Об утверждении Положения "О памятном знаке "За заслуги в развитии города Пензы"» (с изменениями на 30 ноября 2018 года) |
|                     | Юбилейная медаль «В память 350-летия Пензы»                                           | 26 апреля 2013 года   | Юбилейная медаль «В память 350-летия Пензы» учреждена в целях поощрения лиц, внесших значительный вклад в развитие экономики, производства, науки, техники, строительства, транспорта и связи, жилищно-коммунального хозяйства, образования, здравоохранения, социального обеспечения, культуры, искусства, спорта, охраны окружающей среды, законности, правопорядка и общественной безопасности города Пензы, а также вклад в иные направления, способствующие всестороннему развитию города Пензы. Юбилейной медалью награждаются Герои Советского Союза, Герои Социалистического Труда, Герои России, Кавалеры ордена Славы трёх степеней, Кавалеры ордена Трудовой Славы трёх степеней, участники Великой Отечественной войны, инвалиды Великой Отечественной войны, проживающие на территории города Пензы, Почетные граждане города Пензы, лица, поощрённые знаком «За заслуги в развитии города Пензы», лица, внесшие значительный вклад в социально-экономическое развитие города Пензы, по представлению государственных органов, Главы города Пензы, главы администрации города Пензы, депутатов Пензенской городской Думы, глав администраций районов города Пензы, органов местного самоуправления города Пензы, коллективов организаций, независимо от форм собственности и ведомственной принадлежности. | Решение Пензенской городской Думы от 26 апреля 2013 года № 1198-50/5 «О юбилейной медали «В память 350-летия Пензы»                                                                       |
|                     | Почётная грамота главы администрации города Пензы                                     | 19 апреля 2001 года   | Почётная грамота главы администрации города Пензы является поощрением за заслуги в формировании и реализации социальной и экономической политики города, обеспечении законности, прав и свобод граждан, эффективной работе органов местного самоуправления, за многолетний добросовестный труд, высокие достижения и мастерство в профессиональной деятельности. Почётной грамотой награждаются, как правило, государственные и муниципальные служащие и другие граждане, а также коллективы предприятий, организаций и учреждений, своим трудом внесшие большой вклад а развитие одной из сфер деятельности. Награждением Почётной грамотой могут быть удостоены граждане других субъектов Российской Федерации и иностранных государств за существенный вклад в развитие и укрепление межрегиональных и международных связей, взаимовыгодного сотрудничества. | Постановление Главы Администрации города Пензы от 19 апреля 2001 года № 778 «О Почётной грамоте Главы администрации города Пензы»                                                         |
|                     | Благодарность главы администрации города Пензы                                        | *                     | * | * |